# مدار انتقالی زمین‌ایستا
مدار انتقالی زمین‌ایستا (به انگلیسی: Geostationary transfer orbit)، یا مدار انتقالی زمین‌همگام که به اختصار GTO نیز نامیده می‌شود، یک مدار هوهمان است که از آن برای رسیدن به مدار زمین‌همگام (GSO) یا مدار زمین‌ایستا (GEO) با به‌کارگیری موتورهای رانش بالا با سوخت شیمیایی استفاده می‌شود. مدارهای زمین‌همگام (GSO) برای هدف‌های مختلفی سودمندند و در پرتاب‌های مختلف نظامی و غیرنظامی از آنها استفاده می‌شود، اما به مقدار زیادی دلتا-وی (تغییر سرعت) برای رسیدن به آن مدار از سطح زمین نیاز است. از آنجا که ماهواره‌هایی که در مدارهای GSO قرار می‌گیرند به‌طور معمول دارای موتورهای رانش بسیار کارآمد اما با توان پیش‌رانه‌ای پایین (جهت حفظ ماهواره در مدار) هستند، اگر وسیلهٔ نقلیهٔ پرتاب تنها دلتا-وی مورد نیاز برای فرار از جو زمین و غلبه بر نیروی گرانشی آن را تأمین کرده و سپس خودِ ماهواره دلتا-وی مورد نیاز برای رفتن از این مدار میانی (GTO)، به مدار GSO را تأمین کند، جرم کل تحویل داده شده به مدار GSO به حداکثر می‌رسد.